# ヨーゼフ・ヴェンツェル
ヨーゼフ・ヴェンツェル（Josef Wenzel, 1696年8月9日 - 1772年2月10日）は、リヒテンシュタイン侯（在位：1712年 - 1718年、1748年 - 1772年）。先のリヒテンシュタイン侯ヨハン・アダム・アンドレアスのはとこフィリップ・エラスムスの息子。
後のリヒテンシュタイン侯アントン・フローリアンの娘アンナ・マリア（従妹にあたる）と結婚したが、子供は全て早世した。
| スタブアイコン | サブスタブ | この項目は、まだ閲覧者の調べものの参照としては役立たない、人物に関連した書きかけの項目です。この項目を加筆・訂正などしてくださる協力者を求めています（P:人物伝/PJ:人物伝）。 |